# Smalbladigt vaktelbär
Smalbladigt vaktelbär (Gaultheria itoana) är en buske i släktet vaktelbär och familjen ljungväxter. Den förekommer endemiskt i Taiwan.